# Haplidia pilicollis
Haplidia pilicollis är en skalbaggsart som beskrevs av Rudolph Petrovitz 1967. Haplidia pilicollis ingår i släktet Haplidia och familjen Melolonthidae. Utöver nominatformen finns också underarten H. p. temperei.